# Dalibor (nome)
Dalibor (in cirillico: Далибор) è un nome proprio di persona slavo maschile, usato in ceco, slovacco, sloveno, serbo e croato.

## Varianti
- Femminili: Daliborka (in cirillico: Далиборка) (sloveno, serbo, croato)[1]

## Origine e diffusione
Continua un nome slavo medievale formato dai termini dali ("distanza") e borti ("combattere"); questo secondo elemento si ritrova anche nei nomi Borislav, Preben, Velibor, Czcibor e Bořivoj.

## Onomastico
Nessun santo porta questo nome, che è quindi adespota; l'onomastico si può festeggiare il 1º novembre, giorno di Ognissanti.

## Persone
- Dalibor Bagarić, cestista croato
- Dalibor Jenis, baritono slovacco

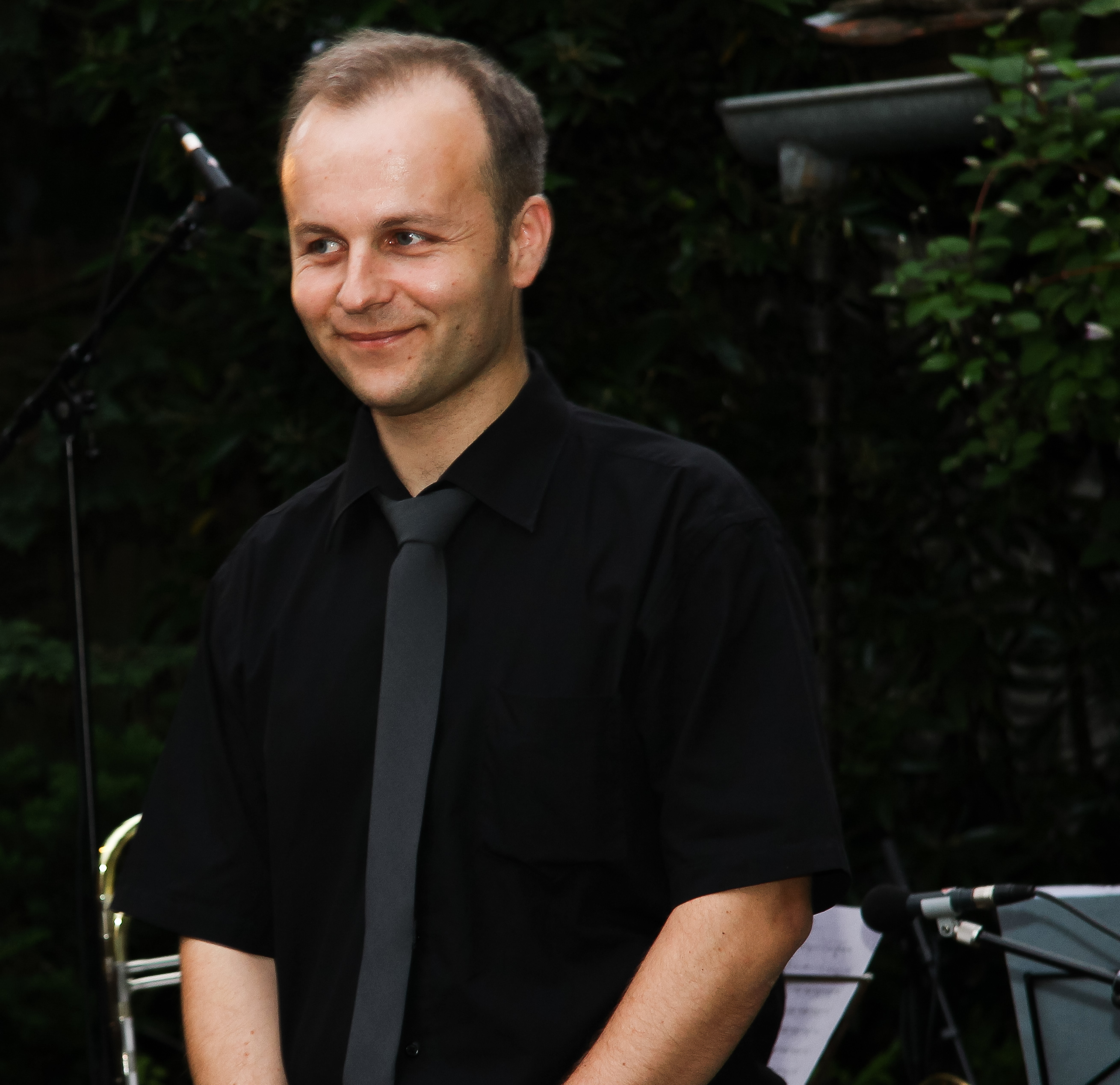
Dalibor Grubačević

- Dalibor Grubačević, compositore, musicista e produttore discografico croato
- Dalibor Peršić, cestista bosniaco
- Dalibor Riccardi, politico sammarinese
- Dalibor Slezák, calciatore ceco
- Dalibor Stevanovič, calciatore sloveno
- Dalibor Veselinović, calciatore serbo
- Dalibor Višković, calciatore croato
- Dalibor Volaš, calciatore sloveno

### Variante femminile Daliborka
- Daliborka Vilipić, cestista serba

## Il nome nelle arti
- Dalibor è un personaggio dell'omonima opera lirica di Bedřich Smetana.